# 鬼幹部
鬼幹部（Gui gan bu）是由金楊樺執導，李碧华编剧，王祖賢、梁家輝、林正英、午馬等主演的恐怖片，該片於1991年1月5日在香港上映。

## 故事大綱
五千年來，因血魔作祟，附於有權勢之人身上，歷代暴君，置人民於水深火熱中，血流成河，無名英雄引血魔為伏羲針所鎮，此舉必需犧牲自己生命。
文化大革命爆發，破四舊運動令本來深埋黑洞裡的血魔逃出，自小有心臟病的梁國棟與林剛，因運動而產生對立，但在生離死別、家破人亡之後，兩人誤會冰釋，聯手與血魔對抗。血魔附於革委副主任雷復鳴身上，雷性情大變。其女雷珊，與棟及剛又有微妙三角關係，三人一起與血魔展開決戰，梁國棟與林剛目睹文革迫害，不但喪失一代文化精英，且舉國人魔不分，屍橫遍野，終看破紅塵，斬斷情緣，成全手足 。

## 演員表
| 演員   | 角色   | 關係                                     |
| 王祖賢 | 雷珊   | 雷復鳴女兒                               |
| 梁家輝 | 梁國棟 | 梁初三兒子                               |
| 林正英 | 林剛   | 林耀宗兒子                               |
| 午馬   |        | 永靖市革命委員會反突擊隊隊長             |
| 焦姣   |        | 梁初三妻                                 |
| 劉江   | 梁初三 | 林耀宗師弟，林耀宗犧牲後將林剛帶大       |
| 張午郎 |        | 血魔附身之日軍                           |
| 關山   | 雷復鳴 | 永靖市革命委員會副主任，後遭血魔附身     |
| 曾光展 | 胡成   | 反對武鬥造反，遭已被血魔附身之雷復鳴殺害 |
| 徐寶華 |        | 紅衛兵，搶奪小孩食物                     |
| 尹發   | 林耀宗 | 林剛父，梁初三師兄，遭血魔附身           |
| 麥偉章 |        | 紅衛兵，搶奪小孩食物                     |
| 祁礦雄 | 林剛   | 年少時                                   |
| 徐建華 |        | 遭血魔附身，傳予雷復鳴後墜崖             |
| 韓平   |        |                                          |
| 詹小玲 |        |                                          |
| 蔡國強 |        |                                          |
| 朱運星 |        |                                          |

## 制作
| 制作公司 | 金公主娱乐有限公司（香港） |
| 出品公司 | 颖丰电影有限公司（香港）   |
| 发行公司 | 金公主娱乐有限公司（香港） |

## 外部連結
- 香港影庫上《鬼幹部》的資料（繁體中文）
- 開眼電影網上《鬼幹部》的資料（繁體中文）
- 互联网电影数据库（IMDb）上《鬼幹部》的资料（英文）